# Kepuh (Papar)
Kepuh is een bestuurslaag in het regentschap Kediri van de provincie Oost-Java, Indonesië. Kepuh telt 3437 inwoners (volkstelling 2010).